# Изабела Боскети
Изабèла Боскèти / Боскèто, наричана „Красивата Боскета“ (на италиански: Isabella Boschetti (o Boschetto); „La Bella Boschetta“; * ок. 1502; † 1560), е италианска аристократка от Мантуа, метреса на Федерико II Гонзага, херцог на Мантуа и маркграф на Монферат, и чрез брак графиня на Калвизано, маркиза на Караваджо, графиня на Мелцо, господарка на Торичела, Розате, Галиате, Тревильо и Вайлате.

## Произход
Тя е дъщеря на Джакомо Боскети (* 1471; † 1509), военен, граф и съгосподар на Сан Чезарио, патриций на Мантуа, придворен и капитан на Гонзага, и на съпругата му Полисена Кастильоне (* 1481; † 1537). Нейни дядо и баба по бащина линия са Албертино V Боскети, граф на Сан Чезарио и капитан в армията на Гонзага, и Диаманте Касталди от Модена, а по майчина – Кристофоро Кастильоне, военен, господар на Казатико (днес подселище на Маркария) и патриций на Мантуа, и Луиджа (Алоизия) Гонзага ди Палацоло. Племенница е на писателя и дипломата Балдасаре Кастильоне. Има един брат и една сестра:
- Анна (* 1499)
- Франческо (* 1501),граф на Сан Чезарио и патриций на Модена

## Биография
Получава добро хуманитарно образование и расте в двора на маркграфа на Мантуа, където баща ѝ е на служба.
През 1514 г. е омъжена от родителите ѝ за Франческо Кауци, граф на Калвизано, придворе на маркграфа на Мантуа, от когото вероятно има една дъщеря – Емилия.

Запознава се с Федерико II Гонзага, от 1519 г. маркграф и от 1530 г. 1-ви херцог на Мантуа, и от 1533 г. маркграф на Монферат, който се влюбва в Изабела. От 1520 г. тя е негова дългогодишна метреса. Той поръчва на Джулио Романо да построи за тях двамата извън Мантуа двореца Палацо Те в периода 1525 – 1534 г., който става място на техните приеми и посрещане на видни гости. Изабела му ражда един извънбрачен син – Алесандро, който става държавен съветник на херцога на Мантуа и служи в испанската армия във Фландрия, както и вероятно една извънбрачна дъщеря – Емилия, която се омъжва за Карло Гонзага, маркиз на Гацуоло.
Федерико вече е сгоден като млад за предполагаемата наследница на Макграфство Монферат, 8-годишната Мария Палеологина. Брачния договор предвижда, че преди да се консумира сватбата, той трябва да се изчака булката да навърши 16 години. През този период обаче нещата се променят: Федерико се страхува, че вече няма да може да присъедини Монферат към владенията си, защото управляващият маркиз Бонифаций IV, брат на Мария, изглежда, че е преодолял здравословните си проблеми, които го измъчваха в ранна възраст и които го обричат на ранна смърт. Така срещу Изабела е организирана фалшива конспирация, към която уж се присъединяват Мария и нейната майка Анна д'Алансон. Осуетявайки през януари 1528 г. опита за елиминирането на Изабела, Федерико II кара да убият съпруга ѝ – главният отговорник за заговора в Модена, където той бяга, а съучастниците му да хвърлят в затвора, обвинявайки самия малък двор на Казале за заговора. Така че майката на Мария и самата Мария стават виновни в опит за отравянето на Изабела. Това е отличен претекст за анулиране на брачния договор от папа Климент VII на 6 май 1529 г.
През 1531 г. Федерико II Гонзага поръчва картината „Даная“ на Антонио да Кореджо, която изглежда е била предназначена да украси Залата на Овидий в Палацо Те, предназначена за Изабела.
Изабела се омъжва втори път през 1542 г. за граф Филипо Торниели, от когото няма деца. 
Умира на ок. 60 г. през 1560 г. 

## Брак и потомство
Омъжва се два пъти:
∞ 1. 1514 за Франческо Кауци, граф на Калвизано (* 1494, † 1528), придворен на маркграфа на Мантуа, от когото няма деца или има дъщеря Емилия (вж. по-долу)
∞ 2. 1542 за граф Филипо Торниели († 1556, Новара), маркиз на Караваджо, граф на Мелцо, господар на Торичела, Розате, Галиате, Тревильо и Вайлате, военен, от когото няма деца.
От Федерико II Гонзага (17 май 1500, Мантуа; † 28 юни 1540, Мармироло), от 1519 г. маркграф и от 1530 г. 1-ви херцог на Мантуа, от 1533 маркграф на Монферат, има един син и вероятно една дъщеря:
- Алесандро Гонзага (* 1520, Мантуа; † 1580, пак там), държавен съветник на херцога на Мантуа Феранте I Гонзага – неговият племенник, служи като военен на Хабсбургите във Фландрия, има 2 сина и 2 дъщери.
- Емилия Кауци Гонзага (* 1524, Мантуа; † 3 април 1573, Кремона), ∞ за кондотиера Карло Гонзага (* 1523; † 1555), от 1530 г. 1-ви маркиз (маркграф) на Гацуоло, граф на Сан Мартино, господар на Дозоло и commessaggio на провинция Мантуа в Ломбардия, от когото има 7 сина и 3 дъщери.